# Фотографска магнитуда
Фотографска магнитуда је привидна величина (магнитуда) астрономског објекта који је снимљен фотографским апаратом. Овај начин одређивања привидне величине је често кориштен пре открића фотометра, који тачно мери јачину светлости астрономских објеката.
Проблем са фотографском магнитудом је чињеница да је фотографски филм више осетљив на плаву светлост него људско око или модерни фотометри. Због тога плаве звезде имају нижу (светлију) фотографску магнитуду него визуелну магнитуду на скали фотографске магнитуде, у поређењу са визуелном. Исто тако код црвених звезда ствар је обрнута, изгледају мање светле на фотографском филму него визуелно.
Симбол за привидну фотографску магнитуду је mpg, а за апсолутну фотографску магнитуду Mpg.